# Mons Hansteen
Mons Hansteen ist ein Berg auf dem Mond. Er wurde 1976 nach dem norwegischen Astronomen Christopher Hansteen benannt. Der Durchmesser beträgt rund 30 km und der Berg befindet sich bei 12° S / 50° W.